# Schweizerisches Institut für Auslandforschung
Das Schweizerische Institut für Auslandforschung (SIFA/SIAF) (englisch Swiss Institute of Internatinoal Studies, französisch Institut Suisse de Recherches Internationales, italienisch Istituto Svizzero di Studi Internazionali) ist eine 1943 gegründete, privatrechtlich organisierte und mit der Universität Zürich assoziierte Denkfabrik mit Sitz in Zürich.
Ursprünglicher Zweck des Institutes war die Herausführung der Schweiz aus ihrer aussenpolitischen Isolation durch die Etablierung internationaler Kontakte in akademischen und ökonomischen Kreisen. Nach mehreren Umstrukturierungen ist das Institut heute primär durch Vortragstätigkeiten bekannt. Zu den bekanntesten Referentinnen und Referenten, die im Laufe der Jahre auf Einladung des SIAF in Zürich gesprochen haben, gehören Friedrich Hayek (1953), Hannah Arendt, Wilhelm Röpke, Karl Popper (1959), Ludwig Erhard (1968), Helmut Schelsky (1976) Ralf Dahrendorf (1978), Henry A. Kissinger (1980), Kaspar Villiger (1996) Hans Küng, Samuel P. Huntington (2001) Jean-Claude Juncker, Ulrick Beck (2011) und Christine Lagarde (2013).

## Geschichte

### Gründung
Das Institut mit Sitz in Zürich wurde im 1943 gegründet und am 24. Juni 1944 eröffnet, während der Betrieb im Oktober 1944 aufgenommen wurde. Treibende Kraft hinter der Gründung war allen voran der damalige Rektor der Universität Zürich Emil Brunner, der im Januar 1943 eine Expertenkommission aus Vertretern der Universität und ETH Zürich zur Institutsgründung initiierte. Mitglieder des ursprünglichen Vorstandes waren unter anderem Arnold Lätt, Präsident der "Abteilung Auslandschweizerfragen" der Neuen Helvetischen Gesellschaft und Vizepräsident der Arbeitsgruppe Pro Helvetia (1943), sowie der Professor für Romanistik an der Universität Zürich Arnald Steiger. Die Eröffnungsansprache an der Einweihungsfeier vom 24. Juni 1944 hielt der damalige Bundesrat und Innenminister Philipp Etter. Die Zeitung Die Tat bezeichnete die Gründung als das „bedeutsamste Ereignis des abgelaufenen Hochschuljahres“. Der Kanton Zürich sprach CHF 40'000 als Gründungsbeitrag: 
Schon vor mehreren Jahren war von verschiedenen Seiten der Wunsch nach einem schweizerischen Institut für Auslandforschung geäußert worden. In der letzten Zeit gab der Gedanke an die Mission der Schweiz in der Nachkriegszeit diesen Bestrebungen neuen Auftrieb. Aus den Kreisen der Dozentenschaft der Universität Zürich wurde in Verbindung mit Vertretern des Handels und der Industrie sowie der kulturell interessierten Vereinigungen die Schaffung eines solchen Instituts angeregt und ein Arbeitsausschuß mit den erforderlichen Vorarbeiten betraut. […] Das neue Institut geht davon aus, daß unter den zahlreichen Problemen der Nachkriegszeit eines der wichtigsten für die Existenz des Landes darin bestehen wird, den Platz der Schweiz im Rahmen der sich neu organisierenden Welt zu wahren und zu festigen.
Die Gründung des SIAF wurde von den höchsten politischen Behörden der Schweiz unterstützt. Die Institutsgründung wurde unter anderem durch Bundesrat Philipp Etter und Pro Helvetia gefördert, wobei der Zweck der Gründung über kultur- und wissenschaftspolitische Zwecke hinausging und darauf abzielte, die diplomatische Isolation der Schweiz nach Kriegsende, durch den Wiederaufbau transatlantischer Beziehungen, zu durchbrechen. Prominente ökonomischen Akteure unterstützten das SIAF finanziell und ideell, wobei die Geldgeber im Gegenzug Einsitz in das Kuratorium des Institutes erhielten. Zu den frühesten Kuratoriumsmitgliedern gehörten Hans Sulzer (Präsident des Vororts), Rudolf Bindschedler (Nestlé), Heinrich Bodmer-Abegg und Rudolf Speich (ehemaliger Präsident des Schweizerischen Bankvereins, u. a. bei BBC, Nestlé, Swissair aktiv).
Die NZZ und Max Silberschmidt bezeichneten die Gründung des SIAF als komplementär zur Gründung des Instituts für Aussenwirtschaftsforschung (SIAW) an der HSG und des Schweizerischen Tropeninstituts. Sämtliche Forschungsinstitute wurden 1943 gegründet und hatte unter anderem das Ziel, die Schweiz für die sich anbahnende Nachkriegszeit wieder international zu vernetzen. Auch wurde das SIAF als Ergänzung zum Genfer Institut des hautes études internationales angesehen.
Die finanzielle, ideelle und politische Förderung des Institutes lässt sich durch die gewachsene Bedeutung von Wissenschaft und Forschung als wichtige Themenkomplexe im Zweiten Weltkrieg erklären. Beispielsweise wurde die im Rahmen der Landesausstellung 1939 veröffentliche Publikation "Grosse Schweizer Forscher", welche vom ersten Institutsdirektor Eduard Fueter herausgegeben wurde, ein publizistischer Erfolg.

### Die ersten Jahre unter Eduard Fueter (1944–1947)
Chronist des Institues Max Silberschmidt bilanzierte die Gründungsjahre 1981 wie folgt:
Das, was wohl ursprünglich (1943) geplant war, und auch später, bei der Erneuerung (1950) ins Auge gefasst wurde und im Namen “Institut für Auslandforschung” zum Ausdruck kommt, das – notieren wir es gleich – liess sich nicht verwirklichen. Wir sind primär nicht ein Forschungsinstitut, wir sind ein Institut zur Verbreitung von Information auf dem Gebiete der Auslandkunde und suchen eine sachliche Analyse weltpolitischer und weltwirtschaftlicher Zusammenhänge und Konfliktsituationen zu bieten.
Der erste Institutsdirektor Eduard Fueter gehörte zu den 25 ursprünglichen Stiftungsratsmitlgiedern der "Arbeitsgemeinschaft Pro Helvetia", welche von Bundesrat Philipp Etter aufgrund des Kriegsausbruches persönlich bestimmt wurden. Ziel von Fueter war es, das interdisziplinäre Fach der Auslandforschung (Foreign Area Studies) in der Schweiz zu etablieren. Fueter wollte mit dem SIAF eine «Para-Hochschule, ein Institute of Advances Studies oder ein Zentrum für Post-graduate Studies» gründen. Das Institut sollte gemäss Fueter ein vollständiges auslandwissenschaftliches Studium inklusive der Möglichkeit von Diplomabschlüssen anbieten könnten.
Bereits 1947 trat Fueter als Direktor zurück, nachdem die Veranstaltungen nicht die erhoffte die Nachfrage aus akademischen Kreisen auslöste und Fueter ein „skandalöses Desinteresse“ der schweizerischen Wirtschaft und einen Mangel an Bereitwilligkeit, seine Bestrebungen zu unterstützen, feststellte. Auch lehnten viele der ursprünglichen Geldgeber, allen voran Firmen aus Zürich und der Nord- und Ostschweiz es ab, die mehrjährigen Finanzierungsverträge zu verlängern. Nachfolger Fueters wurde Arnald Steiger, der damit zugleich als Präsident und Direktor des Instituts waltete.

### Die Steiger- und Hunold-Jahre (1947–1965)
Nach der Veröffentlichung des ersten Jahresberichts unter Steiger im Jahre 1948 bedauerte die NZZ, dass nur ein „enger Kreis von Eingeweihten Kenntnis von der Arbeit des Instituts oder von seiner Existenz“ habe. Der Nutzen und die Resonanz der öffentlichen Arbeitsgemeinschaften des SIAF wurden als relativ gering und unverhältnismässig aufwändig bezeichnet. Die "finanzielle Misere" des Instituts würde dazu führen, dass die Wirkungsmöglichkeiten beschränkt blieben. Das Jahresbudget betrug lediglich CHF 18'000, wobei Präsident und Vorstand ehrenamtlich arbeiteten. Um die Krisensituation zu beheben, wurde eine Neuausrichtung des Instituts angestrebt, wobei Pläne der Etablierung einer Diplomatenschule verworfen wurden, unter anderem aufgrund der fehlenden Unterstützung durch den Bundesrat Etter.
Da Unterstützer aus Industrie und Banken eine wirtschafszentrierte Ausrichtung nahelegten, verlagerten sich die Schwerpunkte des SIAF in die entsprechende Richtung. Kuratoriumsmitglied Hans Sulzer zog Albert Hunold hinzu, um das angeschlagene Institut umzustrukturieren. Hunold war Sekretär der Zürcher Börse und anschliessend der Bankiervereinigung (1930–1945), der Schweizerischen Kreditanstalt (1945–1956) und in der Schweizerischen Uhrenkammer tätig (1947–1949). Hunold setzte sich 1950 mit Vertretern der Zürcher Wirtschaftsförderung, Bankenwelt, Industrie, Versicherungen und dem damaligen NZZ-Chefredaktor und Nationalrat Willy Bretscher in Verbindung, um Ideen für die Gründung eines Volkswirtschaftsinstitutes und die Profilierung des Wirtschaftsstandorts Zürich zu besprechen. Beschlossen wurde schliesslich die Aufteilung des Institutes in eine volkswirtschaftliche und kulturwissenschaftliche Abteilung. Von der Gründung der kulturwissenschaftlichen Abteilung versprachen sich Hunold und Sulzer ein Herauskommen aus den finanziellen Nöten. Private Geldgeber sollten die volkswirtschaftliche Abteilung unterstützen, während die kulturwissenschaftliche Abteilung durch private und Staatsbeiträge finanziert werden sollte. 1950 wurden neue Statuten verabschiedet und die Teilung des Institutes in zwei Abteilung beschlossen: Leiter der kulturwissenschaftlichen Abteilung wurde Arnald Steiger, während Hunold die volkswirtschaftliche Abteilung führte. Zudem wurde das Kuratorium aufgelöst und die Delegiertenversammlung trat an die Stelle der Vereinsversammlung und wurde neu als Kuratorium betitelt. Dem neuen Kuratorium gehörten Behördenvertreter wie Bundesrat Philipp Etter, der Zürcher Stadtpräsident, National- und Regierungsräte, Industrielle und universitäre Fakultätsvertreter an. Erster Kuratoriumspräsident wurde Hans Sulzer, während Steiger Vorstandpräsident blieb und Vizepräsident des Kuratoriums wurde.  Zwischen den beiden Abteilungen bestanden seit der Neustrukturierung Konflikte, die schliesslich zur Entlassung Steigers und im Zuge der Statutenreformen 1958 zum Wegfall der kulturwissenschaftlichen Abteilung führten.
Eine in den Jahren 1964 und 1965 gehaltene Vortragsreihe zu Afrika führte zu reger Pressekritik am Institut. Allen voran der Vortrag von Roy Welenski, der damals als kürzlich zurückgetretener Premierminister der Zentralafrikanischen Föderation über "Afrika und seine Probleme" referierte und sich kritisch über die UNO und deren Afrikanisierung und Asiatiesierung äusserte, führte zu einer in der NZZ ausgetragenen Debatte zwischen dem damaligen Institutsdirektor Albert Hunold und einem Vertreter afrikanischer Studierender an der Universität Zürich. Die Kontroverse veranlasste Institutsmitglieder Werner Kägi aus dem Institut auszutreten, was wiederum Kuratoriums- und Vorstandsmitglieder zu einem Brief an den damaligen Institutsdirektor veranlasste. Im Brief wurde einerseits gelobt, dass der Standpunkt der "Weissen und der traditionellen Kolonialpolitik der europäischen Herren in einer Zeit [...] wo das Versagen so mancher der neuen Eingeborenenregierungen" dargestellt wurde. Andererseits attestierten die Vorstands- und Kuratoriumsmitglieder wurde fehlende wissenschaftliche Redlichkeit und Sachlichkeit attestiert. Bemängelt wurde, dass neben dem Standpunkt der "White Supremacy" auch andere Perspektiven hätten einbezogen werden sollen. Präsident Hunold gab nach 16-jähriger Amtstätigkeit daraufhin im April 1965 seinen Rücktritt bekannt.

## Politische Ausrichtung und nahestende Organisationen
Ursprünglicher Zweck des Instituts war die "gesunde Weiterentwicklung des Geisteslebens", die auf Verbindungen zum Ausland angewiesen sei. Unterstützung kam aus den Reihen des Bundesrates sowie durch das Auslandschweizernetzwerk der Neuen Helvetischen Gesellschaft und der Pro Helvetia. Gemäss Max Silberschmidt wurde das Quästorat seit jeher an "Spitzenpersönlichkeiten aus der Finanzwelt" vergeben. Zudem waren stets NZZ-Redaktionsmitglieder in den Organen des Instituts vertreten.
Martin Meyer, Präsident des SIAF, schrieb in einem Sammelband, welcher SIAF-Vorträge prominenter Persönlichkeiten vereinte, dass die "gedanklich-geistige Richtung [...] seit je klar definiert" gewesen sei:
"Forschung, Lehre und Vermittlung in die Öffentlichkeit definierten sich von einem liberalbürgerlichen Kompass her. Das Gut der Freiheit, die Werte von Rechtsstaat und Demokratie, aufgeklärte Skepsis gegenüber allen politischen Heilslehren sowie das Prinzip der Selbstverantwortung bei Anerkennung gesellschaftlicher Solidarität – so lauteten die Grundbegriffe".
Auch der Chronist des Institutes und langjähriges Institutsmitglied Max Silberschmidt schrieb 1981, dass nach Kontroversen und Konflikten der 1960er Jahre der akademische Charakter des Institutes zurückgewonnen wurde „ohne dass man sich von der liberalen Grundhaltung irgendwie entfernte“. Wirtschaftshistoriker Philip Mirowski bezeichnet das SIAF als neoliberale Denkfabrik wie das Institute of Economic Affairs oder das American Enterprise Institute. Zweck solcher Denkfabriken sei es, Positionspapiere für wohlgesinnten Personen in politischen Ämtern zuzustellen oder Sprecher für Nachrichtensendungen oder Meinungsbeiträge für Zeitungen, Zeitschriften und Magazinen zu erstellen. Der langjährige Präsident des SIAF Albert Hunold gehörte 1947 zu den Gründungsmitgliedern der neoliberalen Mont Pelerin Society (MPS) und er waltete als deren Generalsekretär und Vizepräsident von 1947 bis 1960. Hunold verwaltete das Sekretariat der MPS im Institutssitz des SIAF. Gemäss Silberschmidt wurde die Verbindungen dem SIAF und der MPS selbstverständlich, so dass in den Jahresberichten des Instituts die Beteiligung an MPS-Tagungen als zu den normalen Institutsfunktionen dazugehörig dargestellt wurde.

## Organisation

### Direktion
(Quelle: )
- Eduard Fueter: Gründungsdirektor (1944–1947)
- Arnald Steiger: Gründungspräsident und Institutsdirektor (1947–1950); Leiter der kulturwissenschaftilchen Abteilung ab 1950
- Albert Hunold: Leiter der volkswirtschaftlichen Abteilung (1950–1958); Gesamtleitung (1958–1965)
- Friedrich Lutz (1965–1976)
- Daniel Frei (1976–1988)
- Willy Linder (1988–1993)
- Dieter Ruloff (1993–2008)
- Martin Meyer (seit 2008)

### Präsidium
(Quelle: )
- Martin Meyer: 2013-heute

### Kuratorium (Stand: Juli 2025)
(Quelle: )
- Walter B. Kielholz (Präsidium)
- Nick Adamus
- Dr. Rolf Aeberli (Swiss Life AG)
- Prof. Dr. Andreas Blumer (Präsident des Verwaltungsrates, Ernst & Young AG)
- Heinrich Christen (Partner, BLR Partners Ltd.)
- Sergio P. Ermotti (Group CEO, UBS Group AG)
- Dr. Patrick Frost
- Lukas Gähwiler (Vizepräsident des Verwaltungsrats, UBS Group AG)
- Prof. Dr. Michael Hengartner (Präsident des ETH-Rates)
- Michel M. Liès (Präsident des Verwaltungsrats, Zurich Insurance Group Ltd)
- Dr. Martin Meyer (Neue Zürcher Zeitung)
- Matthias Reinhart (CEO und Chairman VZ Vermögenszentrum Zürich)
- Prof. Dr. Michael Schaepman (Rektor der Universität Zürich)
- Reto Schnarwiler (Head Chairman's Office Swiss Re)
- Severin Schwan (Verwaltungsratspräsident Roche)
- Dr. Gerhard Schwarz (alt Direktor Avenir Suisse, Zürich)
- Dr. Daniela Stoffel (Staatssekretärin Eidgenössisches Finanzdepartement (EFD))
- Andreas E.F. Utermann (Präsident des Verwaltungsrats, Bank Vontobel AG)
- Dr. Beat Walti (Nationalrat Zürich)
- Dr. Thomas Wellauer (Präsident des Verwaltungsrats, SIX Group AG)
- Prof. Dr. Andreas Wenger (ETH Zürich)

## Kritik
Die schweizerische Wochenzeitung kritisierte in einem Beitrag von 2009 die finanzielle Unterstützung durch Firmen wie Credit Suisse, UBS, Bank Vontobel, Swiss Re, Swiss Life, Ernst&Young und Nestlé, welche im Kontrast zur proklamierten politischen und wirtschaftlichen Unabhängigkeit stehe. Vorträge von Persönlichkeiten wie des ehemaligen Nestlé-Verwaltungsratspräsidenten Peter Brabeck-Letmathe, des ehemaligen ukrainischen Staatspräsidenten Petro Poroschenko oder des ehemaligen Novartis-Verwaltungsratspräsidenten Daniel Vasella führten wiederholt zu (studentischen) Protesten an der Universität Zürich.